# Castelo Branco (kerület)
Castelo Branco kerület (portugálul: Distrito de Castelo Branco) Portugália középső részén, Centro régióban található közigazgatási egység. Északról Coimbra és Guarda kerületek, keletről Extremadura (Spanyolország), délről Portalegre és Santarém kerületek, nyugatról pedig Leiria kerület határolja. Nevét székhelye, Castelo Branco város után kapta. Területe 6675 km², ahol 208 070 fős népesség él.

## Községek

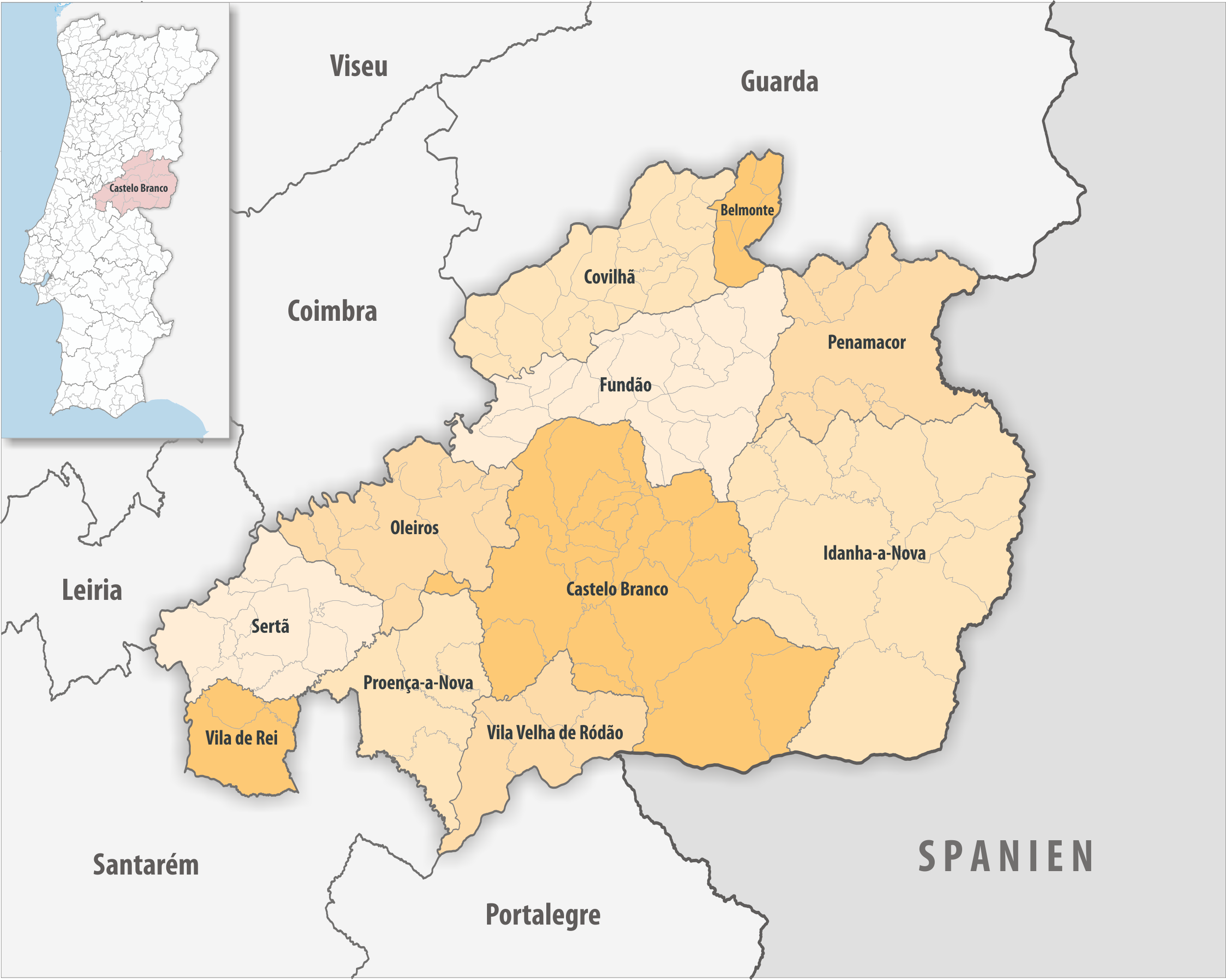
Castelo Branco kerület községei

Castelo Branco kerületben 11 község (município) található, melyek a következők:
| Címer                      | Név                 | Terület (km²) | Népesség (fő, 2009) | Népsűrűség (fő/km²) | Egyházkerületek száma |
| -------------------------- | ------------------- | ------------- | ------------------- | ------------------- | --------------------- |
| Belmonte címere            | Belmonte            | 114,56        | 8 737               | 76                  | 5                     |
| Castelo Branco címere      | Castelo Branco      | 1 438,16      | 60 109              | 42                  | 25                    |
| Covilhã címere             | Covilhã             | 555,61        | 57 635              | 104                 | 31                    |
| Fundão címere              | Fundão              | 700,13        | 33 701              | 48                  | 31                    |
| Idanha-a-Nova címere       | Idanha-a-Nova       | 1 412,73      | 11 952              | 8                   | 17                    |
| Oleiros címere             | Oleiros             | 465,52        | 6 626               | 14                  | 10                    |
| Penamacor címere           | Penamacor           | 555,52        | 6 522               | 12                  | 12                    |
| Proença-a-Nova címere      | Proença-a-Nova      | 395,26        | 8 710               | 22                  | 6                     |
| Sertã címere               | Sertã               | 446,7         | 16 512              | 37                  | 14                    |
| Vila de Rei címere         | Vila de Rei         | 191,26        | 4 041               | 21                  | 3                     |
| Vila Velha de Ródão címere | Vila Velha de Ródão | 329,93        | 5 371               | 16                  | 4                     |

## Fordítás
Ez a szócikk részben vagy egészben  a   Castelo Branco District című angol Wikipédia-szócikk ezen változatának fordításán alapul.  Az eredeti cikk szerkesztőit annak laptörténete sorolja fel. Ez a jelzés csupán a megfogalmazás eredetét és a szerzői jogokat jelzi, nem szolgál a cikkben szereplő információk forrásmegjelöléseként.

## Külső hivatkozások
- Castelo Branco kerület önkormányzatának honlapja